# Danh sách nhạc phẩm quán quân năm 2019 (Pháp)
Dưới đây là danh sách các đĩa đơn và album đạt vị trí quán quân trên hai bảng xếp hạng Top 200 Singles và Top 200 Albums của SNEP trong năm 2019.

## Sản phẩm quán quân theo tuần

### Đĩa đơn
| Tuần thứ | Ấn bản ngày | Dựa trên tổng lượt tải kỹ thuật số và stream | Dựa trên tổng lượt tải kỹ thuật số và stream | Dựa trên tổng lượt tải kỹ thuật số và stream |
| Tuần thứ | Ấn bản ngày | Nghệ sĩ                                      | Tựa đề                                       | Ng.                                          |
| -------- | ----------- | -------------------------------------------- | -------------------------------------------- | -------------------------------------------- |
| 1        | 4 tháng 1   | Angèle hợp tác với Roméo Elvis               | "Tout oublier"                               | [ 1 ]                                        |
| 2        | 11 tháng 1  | Angèle hợp tác với Roméo Elvis               | "Tout oublier"                               | [ 2 ]                                        |
| 3        | 18 tháng 1  | Bramsito hợp tác với Booba                   | "Sale Mood"                                  | [ 3 ]                                        |
| 4        | 25 tháng 1  | Eva hợp tác với Lartiste                     | "On Fleek"                                   | [ 4 ]                                        |
| 5        | 1 tháng 2   | Booba                                        | "PGP"                                        | [ 5 ]                                        |
| 6        | 8 tháng 2   | Heuss l'Enfoiré hợp tác với Sofiane          | "Khapta"                                     | [ 6 ]                                        |
| 7        | 15 tháng 2  | Heuss l'Enfoiré hợp tác với Sofiane          | "Khapta"                                     | [ 7 ]                                        |
| 8        | 22 tháng 2  | Heuss l'Enfoiré hợp tác với Sofiane          | "Khapta"                                     | [ 8 ]                                        |
| 9        | 1 tháng 3   | Ninho                                        | "Goutte d'eau"                               | [ 9 ]                                        |
| 10       | 8 tháng 3   | Ninho                                        | "Goutte d'eau"                               | [ 10 ]                                       |
| 11       | 15 tháng 3  | Ninho                                        | "Goutte d'eau"                               | [ 11 ]                                       |
| 12       | 22 tháng 3  | Ninho                                        | "Goutte d'eau"                               | [ 12 ]                                       |
| 13       | 29 tháng 3  | PNL                                          | "Au DD"                                      | [ 13 ]                                       |
| 14       | 5 tháng 4   | PNL                                          | "Au DD"                                      | [ 14 ]                                       |
| 15       | 12 tháng 4  | PNL                                          | "Au DD"                                      | [ 15 ]                                       |
| 16       | 19 tháng 4  | PNL                                          | "Au DD"                                      | [ 16 ]                                       |
| 17       | 26 tháng 4  | PNL                                          | "Au DD"                                      | [ 17 ]                                       |
| 18       | 3 tháng 5   | PNL                                          | "Au DD"                                      | [ 18 ]                                       |
| 19       | 10 tháng 5  | PNL                                          | "Au DD"                                      | [ 19 ]                                       |
| 20       | 17 tháng 5  | Niska hợp tác với Booba                      | "Médicament"                                 | [ 20 ]                                       |
| 21       | 24 tháng 5  | Booba                                        | "Arc-en-Ciel"                                | [ 21 ]                                       |
| 22       | 31 tháng 5  | Lil Nas X                                    | "Old Town Road"                              | [ 22 ]                                       |
| 23       | 7 tháng 6   | Lil Nas X                                    | "Old Town Road"                              | [ 23 ]                                       |
| 24       | 14 tháng 6  | Nekfeu hợp tác với Damso                     | "Tricheur"                                   | [ 24 ]                                       |
| 25       | 21 tháng 6  | Nekfeu hợp tác với Damso                     | "Tricheur"                                   | [ 25 ]                                       |
| 26       | 28 tháng 6  | Lil Nas X                                    | "Old Town Road"                              | [ 26 ]                                       |
| 27       | 5 tháng 7   | Lil Nas X                                    | "Old Town Road"                              | [ 27 ]                                       |
| 28       | 12 tháng 7  | Lil Nas X                                    | "Old Town Road"                              | [ 28 ]                                       |
| 29       | 19 tháng 7  | Lil Nas X                                    | "Old Town Road"                              | [ 29 ]                                       |
| 30       | 26 tháng 7  | Lil Nas X                                    | "Old Town Road"                              | [ 30 ]                                       |
| 31       | 2 tháng 8   | DJ Snake và J Balvin hợp tác với Tyga        | "Loco Contigo"                               | [ 31 ]                                       |
| 32       | 9 tháng 8   | Lil Nas X                                    | "Old Town Road"                              | [ 32 ]                                       |
| 33       | 16 tháng 8  | Moha La Squale                               | "Ma belle"                                   | [ 33 ]                                       |
| 34       | 23 tháng 8  | Moha La Squale                               | "Ma belle"                                   | [ 34 ]                                       |
| 35       | 30 tháng 8  | Moha La Squale                               | "Ma belle"                                   | [ 35 ]                                       |
| 36       | 6 tháng 9   | Moha La Squale                               | "Ma belle"                                   | [ 36 ]                                       |
| 37       | 13 tháng 9  | Niska hợp tác với Ninho                      | "Méchant"                                    | [ 37 ]                                       |
| 38       | 20 tháng 9  | PLK                                          | "Un peu de haine"                            | [ 38 ]                                       |
| 39       | 27 tháng 9  | Gambi                                        | "Hé oh"                                      | [ 39 ]                                       |
| 40       | 4 tháng 10  | Gambi                                        | "Hé oh"                                      | [ 40 ]                                       |
| 41       | 11 tháng 10 | Gambi                                        | "Popopop"                                    | [ 41 ]                                       |
| 42       | 18 tháng 10 | Gambi                                        | "Popopop"                                    | [ 42 ]                                       |
| 43       | 25 tháng 10 | Gambi                                        | "Popopop"                                    | [ 43 ]                                       |
| 44       | 1 tháng 11  | Gambi                                        | "Popopop"                                    | [ 44 ]                                       |
| 45       | 8 tháng 11  | Gambi                                        | "Popopop"                                    | [ 45 ]                                       |
| 46       | 15 tháng 11 | Tones and I                                  | "Dance Monkey"                               | [ 46 ]                                       |
| 47       | 22 tháng 11 | Tones and I                                  | "Dance Monkey"                               | [ 47 ]                                       |
| 48       | 29 tháng 11 | Gradur hợp tác với Heuss l'Enfoiré           | "Ne reviens pas"                             | [ 48 ]                                       |
| 49       | 6 tháng 12  | Gradur hợp tác với Heuss l'Enfoiré           | "Ne reviens pas"                             | [ 49 ]                                       |
| 50       | 13 tháng 12 | Gradur hợp tác với Heuss l'Enfoiré           | "Ne reviens pas"                             | [ 50 ]                                       |
| 51       | 20 tháng 12 | Gradur hợp tác với Heuss l'Enfoiré           | "Ne reviens pas"                             | [ 51 ]                                       |
| 52       | 27 tháng 12 | Gradur hợp tác với Heuss l'Enfoiré           | "Ne reviens pas"                             | [ 52 ]                                       |

### Album
| Tuần thứ | Ấn bản ngày | Nghệ sĩ                                           | Album                                      | Ng.     |
| -------- | ----------- | ------------------------------------------------- | ------------------------------------------ | ------- |
| 1        | 4 tháng 1   | Johnny Hallyday                                   | Mon pays c'est l'amour                     | [ 53 ]  |
| 2        | 11 tháng 1  | Johnny Hallyday                                   | Mon pays c'est l'amour                     | [ 54 ]  |
| 3        | 18 tháng 1  | Lomepal                                           | Jeannine                                   | [ 55 ]  |
| 4        | 25 tháng 1  | Lomepal                                           | Jeannine                                   | [ 56 ]  |
| 5        | 1 tháng 2   | M                                                 | Lettre infinie                             | [ 57 ]  |
| 6        | 8 tháng 2   | M                                                 | Lettre infinie                             | [ 58 ]  |
| 7        | 15 tháng 2  | Lacrim                                            | Lacrim                                     | [ 59 ]  |
| 8        | 22 tháng 2  | Angèle                                            | Brol                                       | [ 60 ]  |
| 9        | 1 tháng 3   | Lady Gaga và Bradley Cooper                       | A Star Is Born                             | [ 61 ]  |
| 10       | 8 tháng 3   | Lady Gaga và Bradley Cooper                       | A Star Is Born                             | [ 62 ]  |
| 11       | 15 tháng 3  | Les Enfoirés                                      | Le monde des Enfoirés                      | [ 63 ]  |
| 12       | 22 tháng 3  | Les Enfoirés                                      | Le monde des Enfoirés                      | [ 64 ]  |
| 13       | 29 tháng 3  | Ninho                                             | Destin                                     | [ 65 ]  |
| 14       | 5 tháng 4   | Ninho                                             | Destin                                     | [ 66 ]  |
| 15       | 12 tháng 4  | PNL                                               | Deux frères                                | [ 67 ]  |
| 16       | 19 tháng 4  | M. Pokora                                         | Pyramide                                   | [ 68 ]  |
| 17       | 26 tháng 4  | PNL                                               | Deux frères                                | [ 69 ]  |
| 18       | 3 tháng 5   | PNL                                               | Deux frères                                | [ 70 ]  |
| 19       | 10 tháng 5  | PNL                                               | Deux frères                                | [ 71 ]  |
| 20       | 17 tháng 5  | PNL                                               | Deux frères                                | [ 72 ]  |
| 21       | 24 tháng 5  | Rammstein                                         | Rammstein                                  | [ 73 ]  |
| 22       | 31 tháng 5  | Ninho                                             | Destin                                     | [ 74 ]  |
| 23       | 7 tháng 6   | Ninho                                             | Destin                                     | [ 75 ]  |
| 24       | 14 tháng 6  | Nekfeu                                            | Les étoiles vagabondes (bao gồm Expansion) | [ 76 ]  |
| 25       | 21 tháng 6  | Nekfeu                                            | Les étoiles vagabondes (bao gồm Expansion) | [ 77 ]  |
| 26       | 28 tháng 6  | Nekfeu                                            | Les étoiles vagabondes (bao gồm Expansion) | [ 78 ]  |
| 27       | 5 tháng 7   | Nekfeu                                            | Les étoiles vagabondes (bao gồm Expansion) | [ 79 ]  |
| 28       | 12 tháng 7  | Nekfeu                                            | Les étoiles vagabondes (bao gồm Expansion) | [ 80 ]  |
| 29       | 19 tháng 7  | Nekfeu                                            | Les étoiles vagabondes (bao gồm Expansion) | [ 81 ]  |
| 30       | 26 tháng 7  | Nekfeu                                            | Les étoiles vagabondes (bao gồm Expansion) | [ 82 ]  |
| 31       | 2 tháng 8   | Nekfeu                                            | Les étoiles vagabondes (bao gồm Expansion) | [ 83 ]  |
| 32       | 9 tháng 8   | Nekfeu                                            | Les étoiles vagabondes (bao gồm Expansion) | [ 84 ]  |
| 33       | 16 tháng 8  | Nekfeu                                            | Les étoiles vagabondes (bao gồm Expansion) | [ 85 ]  |
| 34       | 23 tháng 8  | Nekfeu                                            | Les étoiles vagabondes (bao gồm Expansion) | [ 86 ]  |
| 35       | 30 tháng 8  | Lorenzo                                           | Sex in the City                            | [ 87 ]  |
| 36       | 6 tháng 9   | Jean-Baptiste Guégan                              | Puisque c'est écrit                        | [ 88 ]  |
| 37       | 13 tháng 9  | Niska                                             | Mr Sal                                     | [ 89 ]  |
| 38       | 20 tháng 9  | Niska                                             | Mr Sal                                     | [ 90 ]  |
| 39       | 27 tháng 9  | Niska                                             | Mr Sal                                     | [ 91 ]  |
| 40       | 4 tháng 10  | Niska                                             | Mr Sal                                     | [ 92 ]  |
| 41       | 11 tháng 10 | Niska                                             | Mr Sal                                     | [ 93 ]  |
| 42       | 18 tháng 10 | Vald                                              | Ce monde est cruel                         | [ 94 ]  |
| 43       | 25 tháng 10 | Mylène Farmer                                     | Live 2019                                  | [ 95 ]  |
| 44       | 1 tháng 11  | Johnny Hallyday                                   | Johnny                                     | [ 96 ]  |
| 45       | 8 tháng 11  | Johnny Hallyday                                   | Johnny                                     | [ 97 ]  |
| 46       | 15 tháng 11 | Jacques Dutronc, Johnny Hallyday và Eddy Mitchell | Les vieilles canailles: L'album live       | [ 98 ]  |
| 47       | 22 tháng 11 | Dadju                                             | Poison ou antidote                         | [ 99 ]  |
| 48       | 29 tháng 11 | Coldplay                                          | Everyday Life                              | [ 100 ] |
| 49       | 6 tháng 12  | Renaud                                            | Les mômes et les enfants d'abord           | [ 101 ] |
| 50       | 13 tháng 12 | Jul                                               | C'est pas des LOL                          | [ 102 ] |
| 51       | 20 tháng 12 | Jacques Dutronc, Johnny Hallyday và Eddy Mitchell | Les vieilles canailles: L'album live       | [ 103 ] |
| 52       | 27 tháng 12 | Jacques Dutronc, Johnny Hallyday và Eddy Mitchell | Les vieilles canailles: L'album live       | [ 104 ] |